# HD 142415
HD 142415 ist ein 112 Lichtjahre von der Erde entfernter Gelber Zwerg mit einer Rektaszension von 15h 57m 40s und einer Deklination von −60° 12' 00". Er besitzt eine scheinbare Helligkeit von 7,34 mag. Im Jahre 2003 entdeckte Michel Mayor einen extrasolaren Planeten, der diesen Stern umkreist.
Dieser trägt den Namen HD 142415 b.